# گراف جهت‌دار غیرمدور مقصدگرا

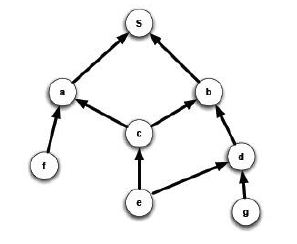
گراف جهت دار غیر مدور مقصد گرا که در آن فقط یک ریشه وجود دارد بنام S

گراف جهت دار غیر مدور مقصدگرا که به اختصار DODAG نامید می‌شود، یک گراف جهت‌دار غیرمدور است که فقط یک ریشه دارد. به عبارت دیگر تمامی مسیرها فقط به یک گره یعنی ریشه گراف منتهی می‌گردد. از گراف DODAG در الگوریتم مسیریابی RPL در شبکه‌هایی نظیر اینترنت اشیا استفاده می‌شود.
ریشه در گراف جهت‌دار غیرمدور (DAG) به گرهی گفته می‌شود که هیچ یال خروجی نداشته باشد.